# TV 2 Zebra
TV 2 Zebra er en TV-kanal ejet af TV 2 Norge og Telenor Broadcast Holding, som sendes over parabol- og kabelnettet. Kanalen begyndte sine udsendelser 2005.
Kanalen havde sin egentlige opstart i 2004, under navnet TV 2 Xtra og var ment som en sportskanal. Efter at TV 2 Gruppen så at dette ville blive vanskeligt, blev kanalen ændret til TV 2 Zebra i 2005, og begyndte et par måneder senere med et helt nyt sendeskema med mange nye og gamle programmer.
I efteråret 2006 foretog kanalen også en stor satsning med egenproducerede programmer.
TV 2 Gruppen er i besiddelse af mange sportsrettigheder som TV 2 ikke har plads til på sin egen sendeflade. Derfor er sport også en vigtig del af sendeskemaet på TV 2 Zebra.

## Kanalens ambitioner
- Satse på film.
- Sende nogle norske egenproducerte programmer.
- Købe egne, underholdende serier og programmer fra udlandet.
- Sende genudsendeleser af TV 2s mest populære norske programmer.
- Sende efterspurgte ønskegenudsenelser fra serier på TV 2.

## Programmer

### Talk shows
- Manshow (2006 - 2009)
- Sent med Simen Sund (2012)

### Dokumentarer
- Iskrigerne (2014 - 2016)
- Alex og Aune (2020 - 2021)

### Tv-serier
- Golden Goal
- Man Show
- Splitter pine gal
- Svigerdatter søkes
- Mot i brøstet

## Markedsandele
| År   | Markedsandel (%) |
| ---- | ---------------- |
| 2010 | 3,0              |
| 2011 | 2,7              |
| 2012 | 2,3              |
| 2013 | 1,9              |
| 2014 | 2,3              |
| 2015 | 2,3              |